# Шака (Казахстан)
Шака́ (каз. Шекі) — село у складі Аккулинського району Павлодарської області Казахстану. Адміністративний центр Шакинського сільського округу.
Населення — 532 особи (2021; 650 у 2009, 726 у 1999, 871 у 1989).
Національний склад станом на 1989 рік:
- казахи — 100 %

Станом на 1989 рік село називалось Чека.